# Citrus neocaledonica
Citrus neocaledonica är en vinruteväxtart som beskrevs av André Guillaumin. Citrus neocaledonica ingår i släktet citrusar, och familjen vinruteväxter. Inga underarter finns listade i Catalogue of Life.